# Nicolás Maduro
Nicolás Maduro Moros (Caracas, 23 de novembro de 1962) é um político venezuelano e atual presidente da República Bolivariana da Venezuela. Como vice-presidente, assumiu interinamente a presidência da República em 2012, logo após a vitória eleitoral de Hugo Chávez, em razão da grave enfermidade do presidente eleito. Chávez morreu em 5 de março de 2013, e novas eleições foram convocadas. Em 14 de abril de 2013, Maduro foi eleito 57.º presidente da Venezuela, para cumprir um mandato integral. Acabou reeleito em 2018, num pleito controverso e não reconhecido pela oposição e pela comunidade internacional, com muitos países e órgãos supranacionais não admitindo mais sua legitimidade como presidente. Maduro havia servido anteriormente como Ministro dos Negócios Estrangeiros de 2006 a 2013. Ele é considerado um autocrata, concentrando a autoridade estatal em suas mãos enquanto exila, persegue, tortura e mata opositores do regime.
Maduro governa a Venezuela por decreto, com poderes especiais, desde novembro de 2013. Sua presidência foi marcada pelo declínio socioeconômico venezuelano, com acentuado crescimento da pobreza, inflação, criminalidade e fome; seus críticos dizem que a crise que o país enfrentou na década de 2010 é resultado direto das políticas de Chávez e Maduro, e a oposição constantemente tacha o presidente de ditador. Maduro, por outro lado, culpa a especulação e uma "guerra econômica" imposta à nação pelos seus oponentes, internos e externos. A escassez de produtos de subsistência na Venezuela e uma queda considerável no índice de qualidade de vida no país, resultou numa série de protestos populares a partir de 2014 que foram aumentando de intensidade com o tempo, instigando uma resposta violenta das forças de segurança do governo, causando dezenas de mortes, ajudando a puxar ainda mais para baixo a popularidade de Maduro. Essa impopularidade levou a oposição a vencer as eleições parlamentares de 2015 e dominar a Assembleia Nacional, porém Maduro conseguiu contornar a autoridade do legislativo e manter seu poder total através da Suprema Corte e os Tribunais Eleitorais, junto com outros corpos políticos, todos dominados por seus apoiadores, contando também com apoio dos militares. Em 2017, o presidente conclamou uma constituinte, não sancionada ou apoiada pelo parlamento, enchendo-a com seus partidários, efetivamente removendo os poderes da Assembleia Nacional (dominada pela oposição). Esses movimentos antidemocráticos levaram a condenações dentro e fora da Venezuela, com várias nações (como os Estados Unidos) impondo sanções contra o país. No mesmo ano, foi sancionado pela Lei Magnitsky por minar a democracia e violar os direitos humanos.
Em maio de 2018, Maduro foi reeleito para um mandato de seis anos em uma polêmica eleição, não reconhecida pela oposição, pela Organização dos Estados Americanos e União Europeia, além de países como Estados Unidos e Brasil. Em janeiro de 2019, foi empossado para um segundo mandato. Isso acabou gerando uma grave crise política interna, com a Assembleia Nacional não reconhecendo a posse do presidente e várias nações do mundo removendo seus embaixadores de Caracas, como protesto. Para a oposição, Nicolás Maduro estava, efetivamente, transformando a Venezuela numa ditadura sob seu comando.
Um relatório da Organização dos Estados Americanos determinou que, durante sua gestão, foram cometidos crimes contra a humanidade, e as Nações Unidas reportaram mais de 9000 execuções extrajudiciais e mais de quatro milhões de venezuelanos foram forçados a deixar o país. Em 10 de janeiro de 2019, minutos após Nicolás Maduro tomar posse perante o Tribunal Supremo de Justiça da Venezuela para o mandato presidencial 2019–2025, a Organização dos Estados Americanos, em uma reunião extraordinária de seu Conselho Permanente, aprovou uma resolução que declarava Maduro como ilegítimo presidente da Venezuela, pedindo novas eleições. Em 26 de março de 2020, o Departamento de Justiça dos Estados Unidos, emitiu um mandado de prisão contra Maduro com uma recompensa de 15 milhões de dólares por acusações relacionadas ao tráfico de drogas. Em 10 de agosto de 2025, o presidente da Colômbia, Gustavo Petro, em uma publicação feita no X, reafirmou apoio ao presidente venezuelano Nicolás Maduro. O pronunciamento ocorreu após a intensificação dos esforços dos Estados Unidos, sob o governo de Donald Trump, em associar Maduro ao narcotráfico a fim de justificar possíveis intervenções militares na América Latina.
Durante seu mandato, especialmente desde meados de 2020, foram relatadas intervenções diretas e indiretas de potências estrangeiras na política interna da Venezuela, especialmente dos Estados Unidos, Rússia e China. Essas intervenções variaram desde sanções econômicas, apoio diplomático e logístico, até supostas incursões militares. Essas intervenções tiveram implicações significativas na situação interna da Venezuela, exacerbando tanto a crise econômica quanto as tensões políticas.

## Carreira

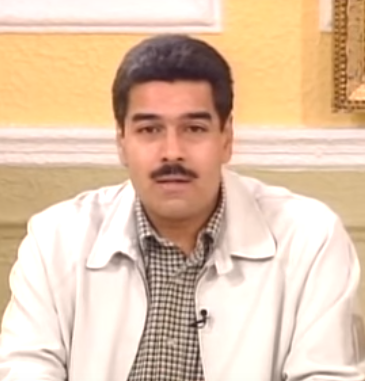
Nicolás Maduro em 1999

Ex-militante da Liga Socialista da Venezuela, Maduro trabalhou desde jovem como maquinista no Metrô de Caracas. Enquanto trabalhava como um condutor, começou sua carreira política tornando-se um sindicalista não-oficial que representava os motoristas de ônibus do metrô.
Em 1998 passou a compor as fileiras do partido MVR, e se envolveu na vitoriosa campanha presidencial de 1998 em que Hugo Chávez foi pela primeira vez eleito Presidente da Venezuela. Maduro foi eleito deputado para a Assembleia Constituinte de 1999, que fez a redação de uma nova Constituição neste mesmo ano.
Em 2000 foi eleito deputado da Assembleia Nacional, cargo para qual foi reeleito nas eleições legislativas de 2005, logrando pouco depois a indicação para a presidência do parlamento. No ano de 2006 deixou este cargo a pedido do presidente Hugo Chávez para ingressar no gabinete ministerial como chefe do Ministerio del Poder Popular para los Asuntos Exteriores (Ministério das Relações Exteriores), substituído o então ministro Alí Rodríguez Araque (atualmente Secretário Geral da UNASUL).
As posições de política externa da Venezuela durante seu mandato como ministro das relações exteriores incluíram o fim das relações não oficiais com Taiwan em favor da República Popular da China, o apoio à Líbia sob Muammar Gaddafi, o rompimento de laços diplomáticos com Israel durante a Guerra de Gaza de 2008–09, o reconhecimento e o estabelecimento de relações diplomáticas com o Estado da Palestina, uma reviravolta nas relações com a Colômbia em 2008 (com o Equador) e novamente em 2010, o reconhecimento da Abecásia e da Ossétia do Sul como estados independentes e o apoio a Bashar al-Assad durante a Guerra Civil Síria.
Em 10 de outubro de 2012, passados três dias das eleições presidenciais, foi nomeado novo vice-presidente executivo ocupando o posto deixado por Elías Jaua Milano, que estava a concorrer como governador do estado de Miranda.
Com a licença do presidente Chávez em dezembro de 2012 para tratamento médico, Maduro assumiu a presidência interina da Venezuela. Três meses depois, assumiu o poder após Hugo Chávez morrer na tarde de 5 de março de 2013. Antes de viajar à Cuba para a última fase do tratamento contra o câncer, Chávez chegou a pedir unidade da população "em favor da Revolução Bolivariana" defendida por ele e pediu apoio ao vice-presidente.
Como Vice-presidente, Maduro assumiu funções administrativas e econômicas da Venezuela durante a enfermidade do presidente Hugo Chávez. Logo após a vitória eleitoral de Chávez em 2012, seu delicado estado de saúde o impediu de tomar posse do cargo em 10 de Janeiro como ordena o Artigo 231 da Constituição, de forma que Maduro seguiu governando até o falecimento ocorrido em 5 de março de 2013. Maduro assumiu três dias depois a Chefia do Estado e do Governo como Presidente interino da Venezuela, até a celebração de eleições presidenciais. No entanto, juristas e políticos de oposição venezuelanos invocaram o estabelecido pelo Artigo 233 constitucional, segundo o qual, uma vez que o presidente eleito havia morrido antes de tomar posse do cargo, não caberia ao vice-presidente Maduro assumir a presidência interinamente, mas sim ao Presidente da Assembleia Nacional, Diosdado Cabello. Já o chanceler Elías Jaua alegou que, considerando pedido expresso do falecido presidente, Nicolás Maduro deveria ocupar seu lugar. A controvérsia foi resolvida  em 8 de março de 2013, quando a Câmara Constitucional do Supremo Tribunal de Justiça decidiu que a posse de Maduro como presidente interino era apropriada, devendo ser realizada nova eleição presidencial, o que ocorreu no dia 14 de abril, resultando na vitória de Nicolás Maduro.

## Eleição e posse
Em 14 de abril de 2013, Maduro foi eleito com 50,61% dos votos contra 49,12% de seu opositor, Henrique Capriles Radonski — governador do estado de Miranda e também o candidato da oposição na eleição anterior contra Hugo Chávez, em outubro de 2012 — uma diferença de cerca de 220 mil votos numa eleição com cerca de 19 milhões de eleitores registrados. A participação eleitoral foi de 79,68%.  O processo eleitoral na Venezuela foi acompanhado por cerca de 170 organizações internacionais, dentre as quais o Carter Center. Mas o candidato derrotado, Henrique Capriles, contestou o resultado do pleito, lançando suspeitas de fraude e exigindo recontagem total dos votos, enquanto seus eleitores iam às ruas, chorando e batendo panelas em sinal de protesto.
No dia 19 de abril de 2013, Maduro foi empossado na Assembleia Nacional Venezuelana tendo a presença de vários líderes estrangeiros, entre eles a então presidente do Brasil, Dilma Rousseff. No discurso de posse, o presidente declarou estar disposto a conversar com diferentes setores da política venezuelana pela unidade nacional.
| “                                         | Quero um diálogo direto com o camponês, o trabalhador, a classe média. Que demos um abraço. Se têm diferenças, mantenham. Mas se aceitam meu convite, venham comigo. Nós garantimos a paz desse país. Só estou aqui pelas circunstâncias histórias. Estou disposto a conversar até com o novo Carmona (Henrique Capriles) se for necessário, para que acabe o ódio contra o povo venezuelano. | ” |
| — Nicolás Maduro, presidente da Venezuela | |   |

## Imagem política

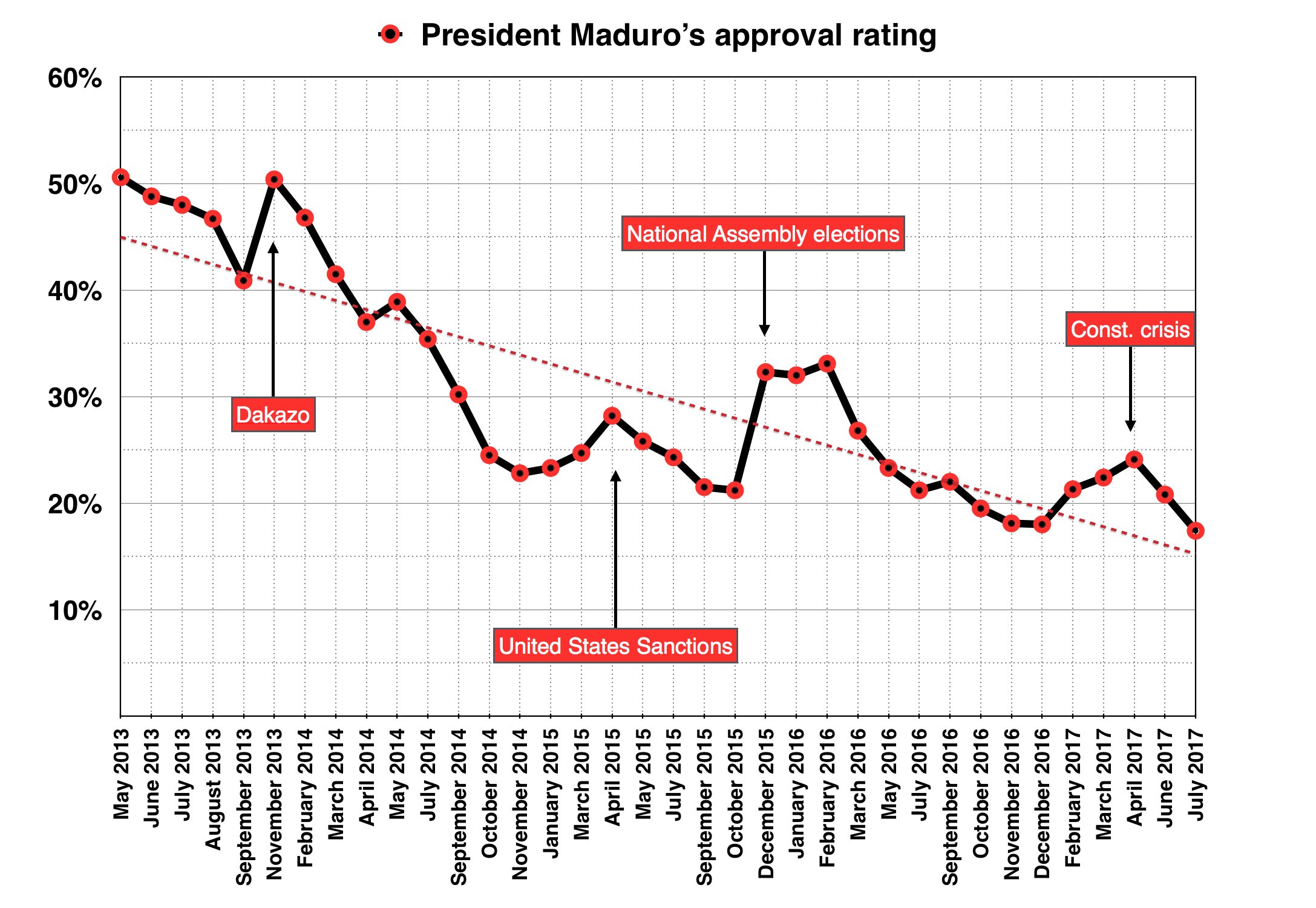
Nível de aprovação do presidente Maduro

Em outubro de 2013, o nível de aprovação de Maduro estava entre 45 e 50%, onde Reuters afirmava que isso possivelmente se devia à aprovação herdada por Hugo Chávez. Um ano mais tarde, em outubro de 2014, o nível de aprovação de Maduro era de 24,5% de acordo com Datanálisis. Em novembro de 2014, pesquisas realizadas por Datanálisis indicavam que mais de 66% dos venezuelanos acreditavam que Maduro não terminaria seus seis anos de mandato, representando 25% dos partidários do governo que pensavam que Maduro deveria renunciar. No entanto, Simón Cordova, Deputado ao Parlatino pelo Movimento Bastión Revolucionario 200 4-Fases e diretor da empresa de pesquisa International Consulting Services (ICS), afirma que em outubro do mesmo ano, 53,2% dos venezuelanos avaliaram positivamente a gestão do presidente Maduro.
Em 2015, a queda em sua popularidade devido à crise econômica era evidente, uma pesquisa da Datanálisis publicada em agosto de 2015 mostrou que 70,4% dos cidadãos avaliavam negativamente a gestão do presidente, também indicando que 57,7% dos possíveis eleitores apoiariam a oposição nas eleições parlamentares de 6 de dezembro. Eleições que Maduro acabou perdendo. Uma pesquisa de julho de 2016 mostrava que 80% dos venezuelanos desejavam que Nicolás Maduro deixasse o poder.

## Presidente da Venezuela
No final de março de 2013, Maduro propôs uma lei sobre o desarmamento que entrou em discussão na Assembleia Nacional  visando regular e limitar a posse, compra e venda de armas e munições pelos indivíduos. Em junho, durante discurso num encontro com movimentos sociais, declarou que "o comandante Chávez foi um grande gramsciano". No mesmo ano, decretou o dia 8 de dezembro como o dia da Lealdade e do Amor ao Comandante Supremo Hugo Cháves.

Um ano após o início de sua administração, uma pesquisa mostrou que 61% dos venezuelanos aprovavam sua gestão, e 70% aprovavam as medidas econômicas. Em fevereiro de 2014, inaugurou o Conjunto Habitacional Cidade Zamora, no estado de Miranda, atingindo 600 mil casas construídas durante seu governo.

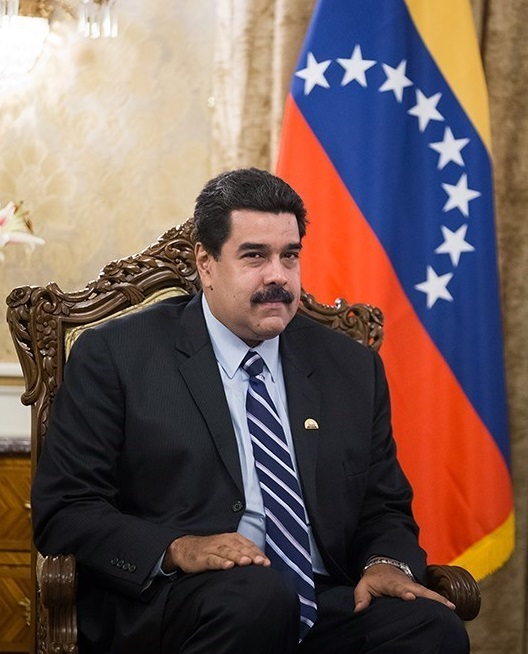
Nicolás Maduro em 2015, como presidente

A grave crise econômica e política que atravessa a Venezuela nos últimos anos derrubou a aprovação do governo Maduro, aferida pelo instituto Datanálisis em agosto de 2015, para um patamar de 71,1% de reprovação. O instituto perguntou sobre como avaliam o trabalho de Maduro pelo bem-estar do país. 39,4% dos consultados o consideraram "muito ruim", 21,6% indicaram que é "ruim" e 9,4% responderam "regular a ruim".
Desde abril de 2016, a oposição tenta destituir Maduro, pedindo um plebiscito revogatório do mandato do presidente.  Trata-se de um mecanismo previsto na Constituição venezuelana que permite remover o presidente do cargo por votação popular. Mas pelo menos 20% do eleitorado precisaria apoiar a realização do plebiscito. As coletas regionais de assinaturas em prol do plebiscito seriam realizadas no final de 2016, mas foram adiadas pelo Conselho Nacional Eleitoral para o final do primeiro semestre de 2017, o que inviabilizou o principal objetivo da oposição: conseguir a convocação de novas eleições após uma eventual destituição de Maduro. Mas, para isso, o plebiscito teria de ser realizada até 10 de janeiro de 2017, o que não ocorreu. Segundo a legislação do país, se o presidente é destituído após cumprir mais da metade do mandato, quem assume é o vice-presidente, que, na Venezuela, é indicado pelo presidente. Assim, mesmo que houvesse o plebiscito revogatório, o partido de Maduro continuaria no poder até 2019, para quando estão previstas as próximas eleições presidenciais.
Em janeiro de 2017, a Assembleia Nacional venezuelana, controlada pela oposição, declarou o "abandono de cargo" pelo presidente Maduro, intensificando o embate político em meio à grave crise econômica em curso no país. A declaração foi acompanhada de uma petição por novas eleições. Os deputados recorreram ao artigo 233 da Constituição da Venezuela, que caracteriza como "ausência absoluta" do chefe de Estado os casos de morte, renúncia, destituição por ordem do Supremo Tribunal de Justiça (TSJ) e abandono de cargo. Logo após a declaração, o TSJ publicou um comunicado afirmando que a "Assembleia Nacional não tem poder para destituir o presidente da República". Héctor Rodríguez, líder da bancada do governo, chamou a declaração dos parlamentares de "uma tentativa fracassada de golpe de Estado". Segundo o professor de direito constitucional Pedro Afonso del Pino, da Universidade Central da Venezuela, a tese de abandono de cargo não procede nesse caso. "Abandono é quando o presidente deixa de exercer sua função. Se ele a exerce mal ou inconstitucionalmente, não é abandono de cargo," concluiu o professor. Na altura, o mandato de Maduro tinha término previsto para 2019.
Em 29 de março, o Supremo Tribunal de Justiça decidiu assumir as funções da Assembleia Nacional, em decorrência do descumprimento,  pelo Legislativo, de vários atos judiciais, o que caracteriza desacato desde 5 de janeiro de 2016. Segundo o Tribunal, a Assembleia deu posse a três deputados do Estado do Amazonas, cuja eleição, em 6 de dezembro de 2015, foi impugnada em razão de indícios de fraude eleitoral, tais como gravações nas quais a então secretária de governo do Amazonas, Victoria Franchi, oferecia dinheiro a grupos de pessoas para votar em candidatos da oposição. Por isso, a Corte havia suspendido os efeitos da eleição naquele Estado até a conclusão das investigações. Para a oposição, manter os três deputados significava garantir a maioria  de dois terços — necessária para revogar ou modificar leis orgânicas, como a Lei do Trabalho ou a Lei da Educação. Enquanto o desacato for mantido, o TSJ assume as competências do Legislativo. “Adverte-se que, enquanto persista a situação de desacato e de invalidez das atuações da Assembleia Nacional, esta Sala Constitucional garantirá que as competências parlamentares sejam exercidas diretamente por esta Sala ou pelo órgão que ela disponha, para velar pelo estado de direito”, diz a sentença do Tribunal.
Apesar da oposição interna e da pressão internacional para que renunciasse, Maduro foi empossado para um segundo mandato como presidente, em 10 de janeiro de 2019. Desencadeou-se uma grave crise política, o que fez com que a Assembleia Nacional do país decretasse estado de emergência. Poucos países reconheceram a posse de Maduro e muitos reconvocaram seus embaixadores de Caracas. Para a oposição e para políticos e analistas de várias nações, o resultado da eleição do ano anterior era ilegítimo, e Nicolás Maduro estaria convertendo a Venezuela numa ditadura de facto.
No conflito israelo-palestino, Maduro tem apoiado frequentemente a causa palestina em fóruns internacionais, declarando que "Jesus Cristo foi um jovem palestino injustamente crucificado pelo Império Espanhol". Em 7 de novembro de 2023, ele condenou as ações de Israel na Faixa de Gaza durante a Guerra Israel-Hamas e acusou Israel de cometer genocídio contra os palestinos em Gaza.
Em 30 de julho de 2024, após a eleição presidencial na Venezuela em 2024, os resultados anunciados pela Plataforma Unitária Democrática (PUD), que cobrem 81,85% das atas eleitorais apuradas, indicam que Edmundo González Urrutia foi matematicamente eleito com 67% dos votos (7.173.152), derrotando Nicolás Maduro, que obteve 30% dos votos, totalizando 3.250.424. No entanto, o Conselho Nacional Eleitoral (CNE) declarou Maduro reeleito com 51,20% dos votos, contra 44,2% de Edmundo, com 80% das urnas apuradas. Muitos países consideraram o resultado das eleições de Maduro como fraudulento. O governo do Peru, juntamente com outros países como Argentina, Costa Rica, Equador, Panamá e Uruguai, reconheceram Edmundo como presidente eleito da Venezuela. O chefe da diplomacia dos Estados Unidos, Antony Blinken, também declarou que González venceu as eleições, afirmando que havia uma esmagadora evidência de que Edmundo González Urrutia ganhou a maioria dos votos nas eleições presidenciais da Venezuela em 28 de julho.

### Protestos na Venezuela

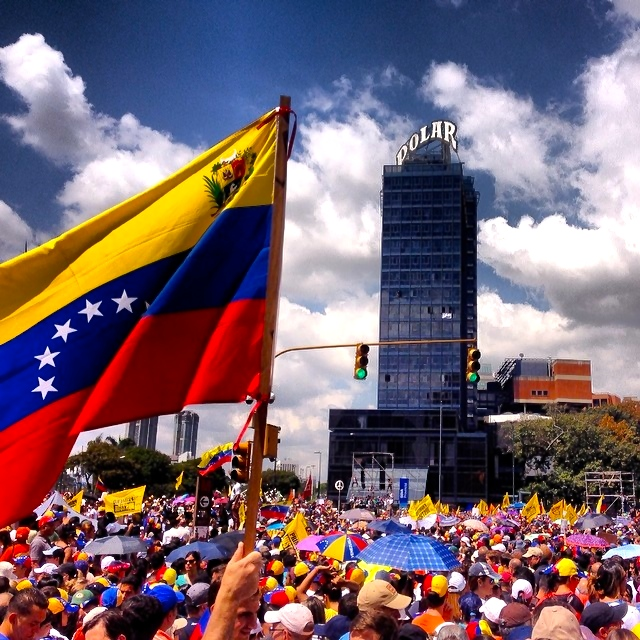
Protestos em Caracas contra Maduro em 2014

Em 2014, a Venezuela estava mergulhada na pior crise de sua história. Embora rica em petróleo, sua população sofria com a falta de comida. Os supermercados, já desabastecidos, eram alvos de saques. O governo declarou estado de emergência, e os alimentos, racionados, passaram a ser transportados com o acompanhamento de escolta armada. Além da fome, a crise econômica e política também já se refletia na hiperinflação, no desemprego e no aumento da pobreza, o que viria a provocar a fuga de milhões de refugiados para países vizinhos, como o Brasil.
Politicamente, o quadro também se deteriorava. O governo de Nicolás Maduro passou a ser alvo de críticas e protestos não só por parte da oposição venezuelana e de adversários políticos no exterior mas também por alguns integrantes do partido governista, o PSUV. Em fevereiro de 2014, no estado de Táchira, estudantes que protestavam contra a falta de segurança, a inflação e a carestia foram presos por perturbação da ordem pública.  Em Mérida, as manifestações cresceram, e a reprovação do governo aumentou. Manifestantes favoráveis ao governo também foram as ruas, e houve enfrentamentos violentos entre os dois lados.
Conforme relatório da Comissão Interamericana de Direitos Humanos de 2018, entre 2014 e 2018 houve 12 mil prisões arbitrárias. Os presos políticos atingiram 620 no auge das manifestações e no mês de novembro de 2017 eram 317 presos. Pelo menos 15% dos detidos foram submetidos a torturas ou tratamento desumano, na avaliação de ouvidos pela CIDH, em especial numa instalação conhecida como “La Tumba”. Em pelo menos seis casos, houve denúncia de violência sexual contra mulheres.
Segundo The New Yorker, há muito que os economistas recomendam que governo venezuelano abandone os controles de preços, unifique suas múltiplas taxas de câmbio (a moeda local, o bolívar, está atrelada ao dólar dos EUA em três níveis diferentes) e que acabe com o subsídio à gasolina, cujos preços ao consumidor, na Venezuela, são os mais baixos do mundo. Esse subsídio custa ao governo cerca de doze bilhões de dólares por ano. Mas Maduro tem evitado adotar políticas "pragmáticas" que possam lhe custar perdas nas sua bases de apoio político.

### Reeleição
Em 20 de maio de 2018, foi reeleito para um mandato de seis anos. A eleição, boicotada pela oposição, a qual adiantava que não iria reconhecer o resultado, teve número recorde de abstenções. Cerca de 54 por cento dos eleitores venezuelanos não foram às urnas. Grande parte da oposição boicotou o pleito, já que os principais opositores do governo haviam sido impedidos de participar. Com isso, o atual presidente foi reeleito apesar de seu governo registrar 75 por cento de rejeição da população local.
Após a reeleição, diversos países anunciaram sanções econômicas contra a Venezuela. A Ordem Executiva 13 835, assinada por Trump em 21 de maio de 2018, proíbe que cidadãos e entidades com presença nos Estados Unidos comprem novos títulos da dívida e outros ativos venezuelanos.
O Grupo de Lima acordou "reduzir o nível das relações diplomáticas" e agir para bloquear os fundos internacionais da Venezuela. O secretário-geral da Organização dos Estados Americanos (OEA), Luis Almagro, declarou: "não reconhecemos Nicolás Maduro" como presidente da Venezuela. Em 5 de junho de 2018, a OEA, com 19 votos a favor, 4 contra e 11 abstenções, aprovou uma resolução declarando ilegítima a reeleição de Maduro e iniciando o procedimento para suspender a Venezuela do organismo.

## Conflitos

### Crise presidencial de 2019
Em 4 de janeiro de 2019, o grupo de Lima anunciou que não reconheceria o novo mandato de Nicolás Maduro e pediu que ele transferisse o poder à Assembleia Nacional. No dia seguinte, 5 de janeiro, a Assembleia declarou "ilegítimo" o novo mandato de Maduro como presidente. Nesse mesmo dia, Diosdado Cabello, presidente da Assembleia Nacional Constituinte (dominada por partidários de Maduro), anunciou que o juramento presidencial teria lugar no Supremo Tribunal de Justiça, alegando que o congresso do país não era legítima. Em 6 de janeiro, Christian Zerpa, juiz do Supremo Tribunal de Justiça que havia validado, em 2016, o confisco do poder legislativo à Assembleia Nacional, decidiu se exilar nos Estados Unidos para não validar a posse de Maduro.
Nicolás Maduro tomou posse do cargo no dia 10 de janeiro, ocasionando a ruptura de relações diplomáticas por parte do Paraguai. Em 12 de janeiro, Maduro aceitou a ajuda humanitária que havia rejeitado no ano anterior.
No dia 23 de janeiro de 2019, Juan Guaidó, presidente da Assembleia Nacional, se autoproclamou "presidente em exercício" da Venezuela e fez o juramento presidencial durante uma manifestação organizada em Caracas. Guaidó obtém imediato reconhecimento dos Estados Unidos, do Canadá, do Brasil, da Colômbia e do Peru, também recebendo apoio, logo em seguida, de França, Alemanha, Reino Unido, Espanha e outros cinquenta países. Maduro consegue manter o apoio do exército e recebe o reconhecimento de alguns países importantes, como Rússia, China e Cuba.

#### Crise política de 2019–2023
Em 10 de janeiro de 2019, minutos após Nicolás Maduro tomar posse perante o Tribunal Supremo de Justiça da Venezuela para o período presidencial 2019–2025, e não perante a Assembleia Nacional, como manda a Constituição, o Conselho Permanente da Organização dos Estados Americanos aprovou uma resolução que declarava Maduro como presidente ilegítimo da Venezuela. A oposição venezuelana declarou que é um "governo de facto".
No início de 2019, a Assembleia Nacional declarou que Maduro estava usurpando o cargo de presidente de acordo com o artigo 233 da Constituição. Logo após, Juan Guaidó foi nomeado como presidente interino. Guaidó foi reconhecido por mais de cinquenta países como presidente encarregado da Venezuela.
Em 30 de abril de 2019, ocorreu um levantamento militar nos arredores da base aérea La Carlota, em Caracas, com a presença de Leopoldo López e Juan Guaidó.
No dia 5 de janeiro de 2020, Juan Guaidó e sua equipe diretiva, junto à maioria dos deputados opositores, dirigiam-se ao Palácio Federal Legislativo e um grupo de efetivos da Guarda Nacional Bolivariana (GNB) e da Polícia Nacional Bolivariana (PNB) obstruiu o passo para que não chegassem, enquanto no Palácio Federal Legislativo, Luis Parra era empossado como presidente da Assembleia. Em 7 de janeiro de 2020, Juan Guaidó, junto com um amplo grupo de deputados opositores, conseguiu retomar o poder da Assembleia Nacional.

### Política econômica
Desde 2003, a Venezuela tem um regulamento sobre transações em moeda estrangeira. O governo Chávez justificou a medida argumentando que protegia o nível de reservas internacionais; em 2015 haviam três taxas de câmbio: CENCOEX, Simadi e também uma citação em paralelo chamada "dólar preto", que era ilegal até as reformas de 2014. Desde o final de 2013 e em relação a esta distorção no câmbio, alguns bens de consumo começaram a ficar escassos enquanto a inflação aumentou. Devido à diferentes desvantagens na alocação de moeda estrangeira necessária para a importação, algumas indústrias foram forçadas a interromper sua operação, devido à ausência de matéria-prima.
Na época de sua eleição em 2013, Nicolás Maduro seguiu a mesma linha das políticas econômicas existentes de seu antecessor, Hugo Chávez. Ao assumir a presidência da Venezuela, Maduro enfrentou uma alta taxa de inflação e problemas de escassez de bens. Estas novas dificuldades econômicas que a Venezuela enfrentava foram algumas das principais razões pelos protestos em 2014. O Presidente Maduro disse em várias ocasiões que estava lutando uma "guerra econômica" contra o capitalismo e por isto promulgou uma série de medidas chamadas de "ofensivas econômicas". No entanto, de acordo com The New Yorker, Maduro concentrou-se apenas em seu apoio político, em vez de abordar questões prioritárias, para as quais os economistas vinham alertando o governo venezuelano.
De acordo com o Finanzas Digital, no final do quarto trimestre de 2013 "o Produto Interno Bruto (PIB) apresentou crescimento de 1%, (...) para se juntar com os três trimestres anteriores consolidando uma expansão de 1,34% no ano 2013" . No início de 2014, a economia caiu, voltando à recessão, com 3 semestres consecutivos de dados negativos e um revés no final de 2014, de 3% do PIB para o ano anterior. Alguns economistas o país atribuíram as causas do problema às políticas econômicas erradas do governo, entretanto, o governo afirmou que o motivo eram os conflitos políticos de 2014 e uma queda significativa nos preços petróleo. Por outro lado, no fechamento de 2014 o desemprego desceu 5,9% em comparação com o mesmo mês de 1999, quando atingiu 12%. O Índice de desenvolvimento humano da Venezuela em 2014 situou-se em 0,764 dentro da categoria de "alto desenvolvimento humano ", cujos parâmetros são 1) um vida longa e saudável, 2) o acesso à educação e 3) um padrão de vida digno. Isso representou uma melhora em relação a 2012, quando o IDH chegou a 0,748142, e a 1980, quando foi de 0.639. Apesar disso, a Venezuela liderou o Índice de miséria Mundial em agosto de 2014, com base na inflação, desemprego e outros fatores econômicos. Em uma investigação realizada por UCV, USB e UCAB em 2014 e publicada em Abril de 2015, mostrou que "11,3% dos venezuelanos fazem 2 ou menos refeições por dia" e que "a lista dos 10 alimentos mais comprados é chefiada por farinha, arroz e pão; o ovo desapareceu da dieta clássica do venezuelano.
Em 17 de fevereiro de 2016 o presidente Nicolas Maduro anunciou o aumento da gasolina, ficando em 1 Bs. a de 91 octanos e em 6 Bs. a de 95 octanos, o que representou 1328,57% e 6085, 56% de aumento em relação aos preços praticados desde 1996.145 Enquanto isso, o Sistema Marginal de Divididas (Simadi) torna-se um sistema complementar flutuante, passando de um dólar para 6,13 Bs. para 10 Bs.
Entre 2016 e 2018, a situação socioeconômica venezuelana se agravou ainda mais. Com o PIB encolhendo a uma média de 12% ao ano desde 2014, o desemprego continuou a subir (chegando a quase 35% da força de trabalho), com pobreza, fome e criminalidade também aumentando exponencialmente, forçando milhares de venezuelanos a fugir do país. As políticas de Maduro para tentar contornar a crise econômica não surtiram efeito e muitos culpavam o presidente de incompetência e indiferença, enquanto este culpava a oposição e "atores externos" pelas mazelas que o país passava.
Desde o final de 2018, no âmbito das políticas de abertura e de flexibilização da economia do Governo venezuelano, foram abolidos os limites de preços e os controlos cambiais; a taxa de câmbio oficial do bolívar foi reduzida para se aproximar mais da do mercado; foram levantadas as tarifas sobre vários milhares de produtos; e foi permitida a utilização de moeda estrangeira para transações nacionais. Mais simbolicamente, autorizou a reabertura dos casinos; no passado, Hugo Chávez tinha ordenado o encerramento destes "lugares de perdição, que só servem para enriquecer a burguesia".
Em agosto de 2018, o governo lançou um novo pacote econômico, consistindo na criação de uma nova moeda (o 'Bolívar soberano'), um aumento de 3400% do salário mínimo e um aumento do Imposto sobre Valor Agregado. O anúncio desse pacote foi denominado "Viernes Rojo" por alguns meios de comunicação, traçando um paralelo com o Viernes Negro de 1983 durante a presidência de Luis Herrera Campins. Diferentes economistas e especialistas afirmaram que as medidas econômicas contribuiriam para uma maior hiperinflação. A taxa de inflação atingiu 80.000% anual em 2018, segundo o Johns Hopkins-Cato Institute Troubled Currencies Project, sendo a Venezuela o único país no mundo sofrendo uma hiperinflação. Por outro lado, a medição da Assembleia Nacional da Venezuela indica uma inflação de 1.300.000% anual entre novembro de 2017 e novembro de 2018.
A direção tomada pelo governo levou o país à sua crise econômica mais prolongada, resultando em quatro anos de hiperinflação e sete anos de recessão. A continuação do controle cambial, a queda na produção de petróleo e a corrupção foram alguns dos temas que nunca foram enfatizados para solução.

### Política de saúde e desenvolvimento social
Em outubro de 2013, foi criado o Vice-ministério para a Suprema Felicidade Social do Povo, com a missão de coordenar mais de trinta "missões sociais" do governo. Em 2016, Maduro lançou o programa dos Comitês Locais de Abastecimento e Produção (CLAP), um programa para distribuir pacotes de alimentos subsidiados. Os comitês têm sido alvo de controvérsias por denúncias de corrupção, uso político, atrasos e aumentos de preços sem aviso prévio. Também foi criado o cartão da pátria, um documento de identidade com código QR, que permite ao governo conhecer o status socioeconômico da população e agilizar o sistema das missões bolivarianas e dos CLAP.
A política de câmbio complicou a importação de medicamentos e outros suprimentos médicos na Venezuela. As constantes denúncias por parte dos consumidores venezuelanos sobre a qualidade do leite em pó produzido no México levaram a investigações entre setembro e dezembro de 2017. Vários testes de laboratório químico foram realizados a pedido da revista Armando.info, determinando-se uma fraude por não cumprir com as normas Convenin e os parâmetros do Instituto Nacional de Nutrição. Em 23 de agosto de 2017, a procuradora-geral da Venezuela, Luisa Ortega Díaz, identificou Álex Saab como o proprietário da empresa mexicana Group Grand Limited, juntamente com os empresários colombianos Álvaro Pulido e Rofolfo Reyes, "supostamente são sócios do presidente Nicolás Maduro", e dedicavam-se a vender alimentos de baixa qualidade de diferentes países para os CLAP. Armando.info denunciou em fevereiro de 2018. Em 14 de maio, o deputado Freddy Superlano, presidente da comissão de controle da Assembleia Nacional, viajou ao México para apresentar uma denúncia à Procuraduría General de la República (México), as empresas e pessoas envolvidas concordaram em pagar três milhões de dólares ao Alto Comissariado das Nações Unidas para os Refugiados (ACNUR) após ser determinada a comercialização de leite em pó de baixa qualidade e com sobrepreço de 112% de produtos alimentares para o povo venezuelano. Álex Saab foi capturado em 2020 em Cabo Verde, África e ainda está em processo de investigação.

### Sanções internacionais

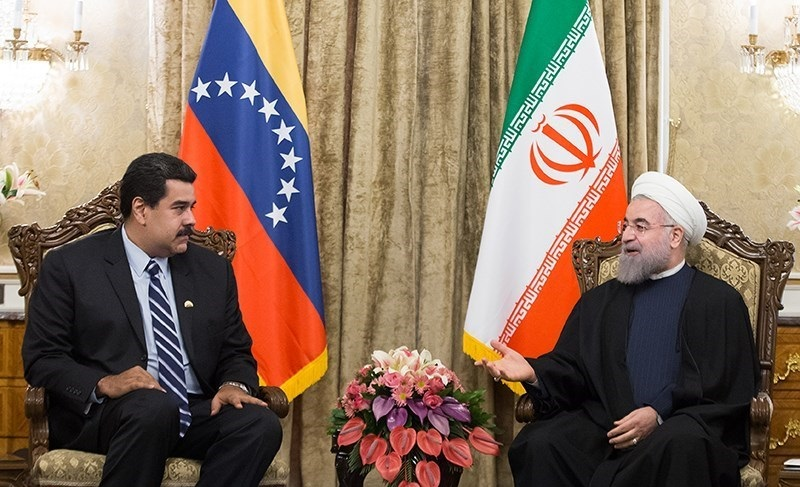
Maduro durante encontro com o presidente iraniano Hassan Rohani

Em 31 de julho de 2017, um dia depois da aprovação da Assembleia Nacional Constituinte impulsionada por Maduro, o Departamento do Tesouro dos Estados Unidos o penalizou congelando todos os ativos sujeitos à jurisdição dos Estados Unidos.
Em 22 de setembro de 2017 o Canadá implementou uma série de sanções contra Maduro e uma longa lista de autoridades venezuelanas, onde se ordenava a congelar os bens que estes tivessem em território canadense e se proibia a qualquer pessoa ou empresa canadense de fazer negócios com estes sancionados.
Em 2017, a Procuradora Luisa Ortega Díaz denunciou publicamente que Nicolás Maduro estava envolvido no esquema de corrupção da Odebrecht (atual Novonor). Mais tarde, em 30 de março de 2018, o governo do Panamá sancionou Maduro e  outros membros do governo, considerando-os de "alto risco de lavagem de dinheiro, financiamento do terrorismo e financiamento da proliferação de armas de destruição em massa". A medida estabeleceu a proibição de transações comerciais e  financeiras com qualquer empresa ou pessoa venezuelana, em território panamenho. O governo do Panamá também determinou a verificação da existência de cidadãos de outras nacionalidades que eventualmente atuassem como intermediários dos venezuelanos incluídos na lista.
Para 31 de julho de 2017, um dia após a aprovação da Assembleia Nacional Constituinte promovida por Maduro, o Departamento do Tesouro dos Estados Unidos penalizou Nicolás Maduro, congelando todos os ativos sob a jurisdição dos Estados Unidos. Em 22 de setembro de 2017, o Canadá impôs uma série de sanções contra Maduro e uma longa lista de funcionários venezuelanos, ordenando o congelamento dos ativos que possuíam em território canadense e proibindo qualquer pessoa ou empresa canadense de fazer negócios com os sancionados.
Em 30 de março de 2018, o governo do Panamá sancionou Maduro juntamente com outros membros de seu governo, por ser considerado de "alto risco em matéria de lavagem de dinheiro, financiamento do terrorismo e financiamento da proliferação de armas de destruição em massa". A medida estabeleceu uma proibição de transações comerciais e/ou financeiras com qualquer empresa ou pessoa em território panamenho e também determinou a identificação de pessoas de outras nacionalidades que pudessem atuar como intermediárias representando os venezuelanos listados.
Após a eleição de 2018, boicotada pela oposição, Maduro se elegeu para um segundo mandato. Ele tomou posse em janeiro de 2019, embora quase nenhum país tenha reconhecido sua ascensão. De fato, várias nações como Estados Unidos, Brasil, Reino Unido e Austrália, além de órgãos internacionais (como a OEA e a União Europeia) afirmaram não reconhecer a legitimidade do resultado do pleito de 2018 e afirmaram que a investidura de Nicolás Maduro como presidente em 2019 teria sido "ilegítima". O presidente venezuelano repudiou as acusações de autoritarismo feitas contra ele e afirmou que o imperialismo, especialmente dos Estados Unidos, era o real responsável pela crise.
Em 26 de março de 2020, o Procurador-Geral dos Estados Unidos, William Barr anunciou acusações de narcoterrorismo, lavagem de dinheiro e corrupção contra Nicolás Maduro e outros membros do governo venezuelano, oferecendo uma recompensa de quinze milhões de dólares (US $ 15.000.000,00) por informações que levassem à sua captura.
Em 27 de julho de 2025, o chefe da diplomacia do governo de Donald Trump, Marco Rubio, acusou Nicolás Maduro, de liderar uma organização criminosa, e afirmou que o governo do líder chavista não é legítimo. Dois dias antes, no dia 25, o Departamento do Tesouro dos Estados Unidos designou o Cártel de los Soles como uma organização terrorista internacional, e anunciou sanções contra a organização venezuelana. Desde janeiro de 2025, Washington oferece uma recompensa milionária por informações que possam levar a prisão do presidente venezuelano, acusado de narcoterrorismo.

### Críticas
O embargo econômico imposto à Venezuela  pelo presidente americano Donald Trump, visando pressionar o governo de Nicolás Maduro e, assim, provocar uma mudança de regime no país, também acabou por contrariar interesses do mercado financeiro - bancos e fundos de investimento dos Estados Unidos e de vários países. Em novembro de 2017, ao mesmo tempo, a Venezuela parou de pagar alguns de seus títulos,  Maduro anunciou que iria promover uma "reestruturação da dívida venezuelana". Isso significa renegociar termos mais razoáveis de pagamento, tentando alongar os prazos ou mesmo conseguir algum desconto dos valores devidos e, assim, evitar um "calote" definitivo. Sabe-se que grande parte dos títulos da dívida venezuelana está em poder de fundos de investimentos que operam em Wall Street, a grande praça do capitalismo global. Uma renegociação da dívida entre a Venezuela e seus credores americanos seria benéfica para ambos os lados mas, em razão do embargo, é considerada impossível, já que a Venezuela perdeu o acesso aos mercados globais de financiamento de dívida. Isto porque a Ordem Executiva 13.835, do governo Trump,  proíbe que cidadãos e entidades dos Estados Unidos comprem novos títulos da dívida venezuelana — e qualquer refinanciamento necessitaria da emissão de novos títulos para substituir os títulos vencidos. "Chegamos a uma situação em que a dívida venezuelana não é paga nem reestruturada, de modo que os detentores de títulos ficam, ao final, com um instrumento de pouco valor", diz um consultor financeiro. Por essa razão, muita gente de Wall Street está perdendo muito dinheiro. Enfim, os críticos da estratégia de Trump concordam que as sanções possam garrotear a economia da Venezuela, mas isso também pode ter efeitos bem ruins nos negócios globais.[carece de fontes?]
Maduro anunciou que a Venezuela sediaria o encontro do Foro de São Paulo em 2020. O Grupo de Puebla, criado no México em 12 de julho de 2019 e apontado como o sucessor do Foro de São Paulo, criticou-o duramente e, não conta com a participação do presidente venezuelano.

## Controvérsias
Nicolás Maduro tem sido frequentemente descrito como um ditador por órgãos da imprensa brasileira e por líderes mundiais como o então presidente americano Donald Trump e o presidente francês Emmanuel Macron. A Assembleia Nacional Constituinte de 2017, não reconhecida por vários países latino-americanos entre os quais o Brasil, o Peru, o México e a Argentina, países da União Europeia e o Vaticano; e denúncias de crimes contra a humanidade, inclusive prisões arbitrárias, coação de opositores, torturas e assassinatos, fizeram com que Luis Almagro, secretário-geral da OEA, aventasse a possibilidade de levar Nicolás Maduro à Corte Penal Internacional em Haia, ao que Maduro qualificou como uma agressão, chamando Luis Almagro de "lixo humano". O escritor peruano Mario Vargas Llosa, prêmio Nobel de literatura, descreveu a Venezuela de Maduro como um país em que  "uma imensa maioria está contra o sistema, quer voltar à democracia, à liberdade, à legalidade e a uma política diferente, mas não encontra saída por causa do controle do governo e dos militares". Apesar disso, a executiva nacional de partidos políticos de esquerda do Brasil como o PT, o PCdoB e o PSOL divulgaram notas de apoio a Nicolás Maduro por ocasião da Constituinte. A presidente do PT Gleisi Hoffmann expressou "apoio e solidariedade" a Nicolás Maduro durante um encontro do Foro de São Paulo em julho de 2017. O deputado federal brasileiro Jean Wyllys, a despeito do apoio de seu partido PSOL ao regime de Maduro, posicionou-se contrário a Nicolás Maduro, descrevendo a Constituinte como uma "loucura de um regime que está podre há tempos".
Relatório divulgado pela Comissão Interamericana de Direitos Humanos acusou o regime Maduro de suspender o referendo revogatório que poderia tê-lo deposto, apesar da coleta de assinaturas suficientes para a sua realização. Dos 64 partidos do país, o governo autorizou que apenas 22 participassem das eleições. O mesmo relatório acusou Maduro de, na antevéspera da eleição, ter mudado 201 locais de votação em que a oposição era favorita, para áreas inacessíveis.

### Acusações de crimes contra a humanidade
Conforme um relatório da ONU, os serviços secretos da Venezuela "na execução de um plano orquestrado pelo presidente Nicolás Maduro e outras autoridades de alto nível para reprimir a oposição ao governo, inclusive cometendo torturas extremamente graves, o que constitui crimes contra a humanidade"

### Execuções extrajudiciais
Desde a criação da Operação Liberação do Povo em 13 de julho de 2015, diversas organizações não governamentais relataram violações dos direitos humanos e execuções extrajudiciais durante as operações. Tanto o presidente Maduro quanto a então procuradora-geral Luisa Ortega Díaz e o defensor do povo Tarek William Saab reconheceram excessos policiais durante os desdobramentos.
Em 18 de dezembro de 2017, um grupo de homens, fingindo ser agentes de segurança do Estado, assaltou um comando da Guarda Nacional Bolivariana (GNB) localizado em San Pedro de Los Altos, estado Miranda, subtraindo 20 fuzis AK-103 e três pistolas. No dia seguinte, Óscar Pérez, ex-funcionário do Corpo de Investigações Científicas, Penais e Criminais (CICPC), que meses antes havia se revelado contra o governo de Maduro, assumiu a autoria do roubo. No mesmo dia, em uma transmissão nacional, Maduro afirmou ter dado a ordem às Forças Armadas para atirar nos autores do roubo, a quem classificou de terroristas.
| “                | "Onde aparecerem, dei ordens às Forças Armadas: chumbo nos grupos terroristas! Chumbo neles, compadre!" | ” |
| — Nicolás Maduro | |   |

### Ameaças de violência
As declarações que mais causaram alvoroço são as ameaças públicas de guerra, caso a chamada revolução bolivariana fosse derrotada. Em janeiro de 2015, durante uma transmissão ao vivo pelo canal estatal Venezolana de Televisão (VTV), Maduro alertou que "se a revolução bolivariana fracassasse e o imperialismo assumisse o controle do país, deveriam se preparar para um tempo de massacre e morte".
Em junho de 2017, no encerramento de um evento no Poliedro de Caracas para juramentar o comando de campanha para a Assembleia Nacional Constituinte (ANC) que ele mesmo convocou, Maduro voltou a dizer:
Na madrugada de 31 de julho de 2017, após a eleição para a ANC e os resultados apresentados, Maduro ameaçou o Parlamento, a Procuradoria Geral da República, a oposição e os meios de comunicação privados. Afirmou que impulsionaria medidas para levantar a imunidade parlamentar dos deputados de oposição, intervir na Procuradoria Geral e reformá-la, prender os líderes de oposição que ele considera envolvidos em atos delituosos e iniciar processos administrativos contra meios de comunicação como Televen e Venevisão alegando "apologia ao delito".
Em 2 de maio de 2018, em um ato de campanha realizado no estado Vargas durante a eleição presidencial, Maduro advertiu que se um “governo capitalista” fosse instalado no país e entregasse suas riquezas, ele mesmo pegaria em armas para defender a revolução, dizendo "Pegaria um fuzil para fazer a revolução armada. Este povo nunca aceitará um governo entreguista e capitalista, por isso devemos nos preparar para defender em paz a soberania e a democracia da Venezuela" e apontando seu adversário Henri Falcón como o candidato do Fundo Monetário Internacional (FMI).
Em 15 de janeiro de 2018, o governo iniciou uma operação no bairro El Junquito, a noroeste de Caracas, onde encontrou Óscar Pérez. Em vídeos transmitidos ao vivo, Pérez disse que estava cercado e que o governo o tinha "traído". No dia seguinte, a ministra da Comunicação, Jorge Rodríguez, informou que sete "terroristas" foram mortos e cinco foram presos, enquanto que dois policiais foram mortos e oito ficaram feridos.

### Conspirações
"Tenho que dizer isso porque tem a ver com a minha vida. Chegou um grupo de especialistas com um veneno e estão preparados para vir à Venezuela para inoculá-lo em mim.".

Nicolás Maduro, transmissão de 5 de março de 2013
O presidente Maduro e membros de sua comitiva divulgaram, em várias ocasiões, supostas tentativas de magnicídio. Em um período de quinze meses, após as eleições presidenciais, foram denunciados treze supostos atos de magnicídio. Maduro é "o chefe de estado que mais denunciou tentativas de golpe de Estado no menor tempo possível". No seu programa La Hojilla, Mario Silva, reconhecido comunicador do principal canal do estado, expressou que o presidente Maduro teria recebido treze milhões de ataques psicológicos. No entanto, analistas comentam que Maduro poderia estar usando as denúncias como uma "cortina de fumaça" para distrair a atenção das verdadeiras causas de alguns problemas que seu governo enfrenta. A seguir, algumas citações:
- Em 26 de julho de 2013, o presidente da Assembleia Nacional da Venezuela, Diosdado Cabello, afirmou que existia um plano para assassiná-lo e ao chefe de Estado, Nicolás Maduro, mas disse que a denúncia formal seria feita "a seu tempo".[210]

- Em 26 de agosto de 2013, colombianos foram detidos por supostamente estarem ligados a uma tentativa de magnicídio, que o governo atribuiu como mentor intelectual ao ex-presidente da Colômbia Álvaro Uribe.[211]

- Em 29 de agosto de 2013, o presidente Maduro referiu-se a um suposto plano para assassiná-lo conjuntamente com um ataque a Síria, expressando "o plano era me eliminar fisicamente ontem e hoje, e além disso, lançar um ataque contra a Síria".[212]

- Em 25 de maio de 2014, o presidente Nicolás Maduro denunciou outro plano de magnicídio supostamente liderado por María Corina Machado e o embaixador dos Estados Unidos na Colômbia, Kevin Whitaker.[213]

- Em dezembro de 2014, durante a XII Cúpula da Aliança Bolivariana para os Povos da Nossa América (ALBA), o líder venezuelano expressou que tinha "nome, sobrenome, tudo" sobre ex-funcionários da polícia venezuelana que vivem no exterior e queriam assassiná-lo. No entanto, não especificou detalhes dos envolvidos.[214]

- Em 13 de dezembro de 2014, Maduro acusou José María Aznar de causar a morte de 1.200.000 iraquianos,[215] porque durante o governo de Aznar, a Espanha se juntou à coalizão internacional liderada pelos Estados Unidos contra o Iraque.[216]

- Golpe Azul: Em 12 de fevereiro de 2015, o presidente Maduro apresentou um vídeo mostrando outra suposta conspiração contra ele, que Maduro chamou de "tentativa golpista contra a democracia e a estabilidade de nossa Pátria". Supostamente estavam envolvidos oficiais da Aviação, que usariam um "tucano" importado, para bombardear o Palácio de Miraflores, Ministério da Defesa, a sede do canal Telesur, entre outros alvos. O plano teria sido supostamente orquestrado "de Washington".[217] 7 oficiais da Força Aérea Venezuelana foram presos por esses fatos, incluindo vários capitães, coronéis e tenentes. Foro Penal Venezolano denunciou que os acusados eram prisioneiros políticos e que foram condenados sem provas, e seu diretor Alfredo Romero descreveu a sentença como "arbitrária".[218]

- Em 20 de fevereiro de 2015, o prefeito de Caracas, Antonio Ledezma foi preso pelo Serviço Bolivariano de Inteligência Nacional (SEBIN) e em um discurso Maduro afirmou que "O Antonio Ledezma, que hoje foi preso por ordem do Ministério Público, deve responder pela justiça por todos os crimes cometidos contra a paz do país, a segurança e a Constituição.". Em 17 de novembro de 2017, Ledezma escapou da Venezuela e fugiu para a Espanha.[219]

- Em 24 de março de 2015, o presidente Nicolás Maduro denunciou que o secretário-geral do Partido Socialista Operário Espanhol (PSOE) e ex-presidente do Governo Espanhol Felipe González estaria por trás de outro golpe contra sua presidência e Estado.[220] Isso porque González se ofereceu para defender líderes da oposição presos, o que o governo venezuelano considerou uma interferência nos assuntos internos da Venezuela.[221]

- Edgar Hernández, que afirma ter sido agente do Serviço Bolivariano de Inteligência (SEBIN) durante oito anos, comenta que supostamente foi planejado um cenário para "simular um atentado contra Nicolás Maduro no Panamá, quando ele estivesse na reunião da Cúpula", a fim de "captar toda a atenção na Cúpula das Américas".[222][223]

- Em 27 de junho de 2018, o semanário Bloomberg Bussinesweek publicou uma reportagem sobre a maior tentativa de golpe de Estado nos últimos cinco anos, com detalhes sobre a participação dos quatro componentes das Forças Armadas da Venezuela.[224]

### Local de nascimento
O local de nascimento e a nacionalidade de Nicolás Maduro foram questionados em várias ocasiões, já que não existe um "livro de registro público" venezuelano que demonstre seu local de nascimento. Argumento que foi usado para afirmar que Maduro não pode exercer a presidência, visto que o artigo 227 da constituição venezuelana estabelece que "Para ser eleito presidente da República é necessário ser venezuelano por nascimento, não possuir outra nacionalidade, ter mais de trinta anos, ser laico e não estar sob condenação por sentença definitivamente firme e cumprir os outros requisitos estabelecidos nesta Constituição". Após sua vitória nas eleição presidencial de 2013, deputados da oposição advertiram que investigariam a alegada dupla nacionalidade de Maduro.
Para 2014, oficiais governamentais divulgaram quatro paróquias diferentes como locais de nascimento de Nicolás Maduro. O governador do estado Táchira, José Vielma Mora, garantiu que Maduro nasceu no setor El Palotal de San Antonio del Táchira e que tinha familiares que viviam nas localidades de Capacho e Rubio. Em junho de 2013, dois meses depois de assumir a presidência, Maduro afirmou em uma coletiva de imprensa em Roma que havia nascido em Caracas, em Los Chaguaramos, na paróquia San Pedro. Durante uma entrevista com uma jornalista espanhola, também em junho de 2013, Elías Jaua afirmou que Maduro nasceu na paróquia El Valle, no município Libertador de Caracas. O deputado da oposição Abelardo Díaz disse ter revisto o livro de nascimento da paróquia El Valle e não encontrou o nome de Maduro. Em setembro de 2013, o então presidente da Assembleia Nacional, Diosdado Cabello, mostrou uma cópia da partida de nascimento de Maduro, assegurando que ele nasceu no Hospital Vargas em Caracas.

### Ouro de Sangue
Após assumir o governo em 2013, Nicolás Maduro criou uma série de empresas que operam a partir das Forças Armadas Nacionais Bolivarianas (FANB), sob o pretexto da incorporação da instituição militar ao desenvolvimento nacional. Essas empresas têm pouca transparência em seu controle pela Assembleia Nacional em relação a empréstimos e orçamentos concedidos ao Ministério da Defesa, fundamentados no artigo 328 da Constituição e no artigo 3 da Lei Orgânica da Força Armada Nacional (Lofan). Em junho de 2019, Maduro anunciou que a empresa Camimpeg se encarregará da reabilitação e manutenção de poços, gestão de brocas, apoio logístico nas instalações petrolíferas, bem como sua participação na produção de 20 toneladas mensais de coltan. O deputado Eliézer Sirit, presidente da Comissão de Defesa da Assembleia Nacional, declarou que o governo ignorava o Parlamento ao aprovar recursos para empresas militares.
Em março de 2019, os EUA sancionaram a empresa estatal Minerven por apoiar o governo de Nicolás Maduro, acusados de realizar operações ilícitas comercializando o ouro venezuelano, causando a deflorestação e a perda do habitat das populações indígenas. A relação de Nicolás Maduro com o ouro do estado Bolívar é tão estreita que os EUA sancionaram em junho de 2019 seu filho, Nicolás Maduro Guerra, por corrupção. Ele foi denunciado pelo ex-diretor do Sebin refugiado nos EUA, Manuel Cristopher Figuera, por comprar ouro dos mineradores a um preço baixo e revender pelo preço elevado ao BCV. O filho também foi acusado na Assembleia Nacional por Américo de Grazia de possuir uma mina de coltan no estado Amazonas.

### Julgamento pelo caso Odebrecht
Em 19 de fevereiro de 2018, a procuradora-geral Luisa Ortega Díaz dirigiu-se à Sala Plena do Tribunal Supremo de Justiça no exílio (TSJ no exílio) para solicitar o início de um julgamento preliminar contra Nicolás Maduro pelos supostos crimes de corrupção e legitimação de capital relacionados ao caso Odebrecht. Após quase dois meses de deliberações, em 9 de abril de 2018, o TSJ no exílio determinou que havia méritos suficientes para prosseguir com o julgamento formal de Maduro.
Em 17 de abril, após receber a decisão do TSJ no exílio, a Assembleia Nacional com 105 votos a favor da bancada da oposição e dois contra do chavismo, aprovou a continuação do julgamento solicitado pelo TSJ no exílio contra Maduro, o que o afastaria do cargo de presidente, conforme estabelecido no Artigo 380 do Código Orgânico Processual Penal venezuelano.
Em 3 de maio de 2018, o tribunal declarou a suspensão de Maduro como presidente e ordenou sua inabilitação para qualquer outro cargo público. O secretário-geral da OEA, Luis Almagro, reconheceu a inabilitação e suspensão de Maduro como presidente. O partido político Vente Venezuela publicou um comunicado em que respaldou a decisão do tribunal, sustentando que "confirma que Maduro não pode ser candidato a nenhuma eleição" e que com esta decisão cabe à Assembleia Nacional iniciar um novo processo “para preencher esse vazio e avançar na restituição da ordem democrática no país”.
Em 15 de agosto, o Tribunal Supremo sentenciou Nicolás Maduro a 18 anos e três meses de prisão na Cárcel de Ramo Verde, localizada no estado de Miranda, por corrupção e legitimação de capital no caso Odebrecht.

## Vida pessoal
Nicolás Maduro é casado com Cilia Flores, advogada e deputada da Assembleia Nacional da Venezuela, pelo Distrito Capital. Quando Maduro deixou suas funções de deputado, em agosto de 2006, para assumir o ministério das relações exteriores, Cilia foi eleita  presidente da Assembleia, sendo a primeira mulher venezuelana a alcançar este cargo.

## Distinções
| País                                       | Condecoração | Data       |
| ------------------------------------------ | --- | ---------- |
| Venezuela                                  | Colar da Ordem dos Libertadores de Venezuela | 19/04/2014 |
| Argentina                                  | Colar da Ordem do Libertador San Martin. A mais alta condecoração da Argentina. Revogada em 11 de agosto de 2017 por decreto do presidente Mauricio Macri por violações dos direitos humanos. | 08/05/2013 |
| Bolívia                                    | Grande Colar da Ordem do Condor dos Andes | 26/05/2013 |
| Argentina (Universidade Nacional de Lanús) | Grau Honorário da Ordem Libertador San Martin | 30/07/2014 |
| Palestina                                  | Estrela da Palestina | 16/05/2014 |

## Nota
- Este artigo foi inicialmente traduzido, total ou parcialmente, do artigo da Wikipédia em inglês cujo título é «Nicolás Maduro», especificamente desta versão.